# 2004-es sílövő-világbajnokság
A 2004-es sílövő-világbajnokságot február 7.-e és 15.-e között rendezték Németországban, Oberhofban.

## Részt vevő nemzetek
| Egyesült Államok |
| Argentína        |
| Ausztrália       |
| Ausztria         |
| Bulgária         |
| Chile            |
| Csehország       |
| Észtország       |
| Fehéroroszország |

| Finnország    |
| Franciaország |
| Görögország   |
| Grönland      |
| Japán         |
| Kanada        |
| Kazahsztán    |
| Kína          |
| Lengyelország |

| Lettország         |
| Litvánia           |
| Magyarország       |
| Moldova            |
| Egyesült Királyság |
| Németország        |
| Norvégia           |
| Olaszország        |
| Oroszország        |

| Románia               |
| Spanyolország         |
| Svájc                 |
| Svédország            |
| Szerbia és Montenegró |
| Szlovákia             |
| Szlovénia             |
| Ukrajna               |
| 35 nemzet             |

## Éremtáblázat
| Hely     | Nemzet           | Arany | Ezüst | Bronz | Összesen |
| 1.       | Norvégia         | 4     | 2     | 3     | 9        |
| 2.       | Franciaország    | 3     | 1     | 2     | 6        |
| 3.       | Németország      | 2     | 3     | 2     | 7        |
| 4.       | Oroszország      | 1     | 3     | 2     | 6        |
|          |                  |       |       |       |          |
| 5.       | Lengyelország    | 0     | 1     | 0     | 1        |
|          |                  |       |       |       |          |
| 6.       | Fehéroroszország | 0     | 0     | 1     | 1        |
| 6.       | Ukrajna          | 0     | 0     | 1     | 1        |
|          |                  |       |       |       |          |
| Összesen | Összesen         | 10    | 10    | 11    | 31       |

## Férfi

### Egyéni
A verseny időpontja: 2004. február 12.
| #     | Versenyző            | Lövőhiba (F+Á+F+Á) | Időeredmény | Hátrány  |
| ----- | -------------------- | ------------------ | ----------- | -------- |
| Arany | Raphaël Poirée       | 0+0+0+1            | 51:37.9     |          |
| Ezüst | Tomasz Sikora        | 1+0+0+0            | 52:33.4     | +55.5    |
| Bronz | Ole Einar Bjørndalen | 1+1+0+0            | 52:38.4     | +1:00.5  |
| 4.    | Ricco Groß           | 0+2+0+0            | 53:11.8     | +1:39.3  |
| 5.    | Sergei Konovalov     | 0+1+0+1            | 53:30.4     | +1:52.5  |
| 6.    | Sergei Rozhkov       | 1+0+0+0            | 53:31.1     | +1:53.2  |
| 7.    | Rusztam Valiulin     | 0+1+0+0            | 53:48.6     | +2:10.7  |
| 8.    | Olekszandr Bilanenko | 1+0+0+0            | 54:09.2     | +2:31.3  |
| 9.    | Carl-Johan Bergman   | 0+0+0+1            | 54:26.6     | +2:48.7  |
| 10.   | Alexei Aidarov       | 0+0+1+1            | 54:35.6     | +2:57.7  |
| ----  | ----                 | ----               | ----        | ----     |
| 86.   | Tagscherer Imre      | 0+2+0+2            | 1:02:43.4   | +11:05.5 |
| 98.   | Cseke Csaba          | 1+2+0+2            | 1:05:44.3   | +14:06.4 |
| 104.  | Tagscherer Zoltán    | 2+1+0+5            | 1:07:24.0   | +15:46.1 |
| 108.  | Holló Mátyás         | 3+2+0+2            | 1:10:58.4   | +19:20.5 |

### Sprint
A verseny időpontja: 2004. február 7.
| #     | Versenyző            | Lövőhiba (F+Á+F+Á) | Időeredmény | Hátrány  |
| ----- | -------------------- | ------------------ | ----------- | -------- |
| Arany | Raphaël Poirée       | 0+0                | 30:11.9     |          |
| Ezüst | Ricco Groß           | 0+0                | 30:21.0     | +9.1     |
| Bronz | Ole Einar Bjørndalen | 2+0                | 30:56.9     | +45.0    |
| 4.    | Filipp Schulman      | 1+1                | 31:22.1     | +1:10.2  |
| 5.    | Michael Greis        | 1+0                | 31:41.1     | +1:29.2  |
| 6.    | Vincent Defrasne     | 1+0                | 31:51.9     | +1:40.0  |
| 7.    | Sergei Rozhkov       | 1+0                | 31:53.7     | +1:41.8  |
| 8.    | Paavo Puurunen       | 2+0                | 31:53.8     | +1:41.9  |
| 9.    | Olekszandr Bilanenko | 0+2                | 31:54.7     | +1:42.8  |
| 10.   | Frode Andresen       | 2+3                | 32:03.3     | +1:51.4  |
| ----  | ----                 | ----               | ----        | ----     |
| 97.   | Tagscherer Zoltán    | 1+3                | 38:26.8     | +8:14.9  |
| 101.  | Tagscherer Imre      | 2+3                | 39:19.9     | +9:08.0  |
| 105.  | Holló Mátyás         | 3+1                | 40:58.7     | +10:46.8 |
| 106.  | Cseke Csaba          | 1+4                | 42:07.8     | +11:55.9 |

### Üldözőverseny
A verseny időpontja: 2004. február 8.
| #     | Versenyző            | Lövőhiba (F+Á+F+Á) | Időeredmény | Hátrány |
| ----- | -------------------- | ------------------ | ----------- | ------- |
| Arany | Ricco Groß           | 1+0+0+1            | 38:53.8     |         |
| Ezüst | Raphaël Poirée       | 0+1+0+1            | 39:07.1     | +13.3   |
| Bronz | Ole Einar Bjørndalen | 0+2+2+2            | 40:10.4     | +1:16.6 |
| 4.    | Vincent Defrasne     | 1+0+1+1            | 40:12.7     | +1:18.9 |
| 5.    | Halvard Hanevold     | 0+0+1+0            | 40:27.7     | +1:33.9 |
| 6.    | Tomasz Sikora        | 1+0+1+1            | 40:47.1     | +1:53.3 |
| 7.    | Paavo Puurunen       | 1+0+0+1            | 40:49.8     | +1:56.0 |
| 8.    | Sven Fischer         | 0+2+2+0            | 40:56.6     | +2:02.8 |
| 9.    | Michael Greis        | 0+0+1+1            | 41:08.2     | +2:14.4 |
| 10.   | Sergei Rozhkov       | 0+0+1+1            | 41:18.4     | +2:24.6 |

### Tömegrajtos
A verseny időpontja: 2004. február 15.
| #     | Versenyző            | Lövőhiba (F+Á+F+Á) | Időeredmény | Hátrány |
| ----- | -------------------- | ------------------ | ----------- | ------- |
| Arany | Raphaël Poirée       | 1+0+1+0            | 40:31.7     |         |
| Ezüst | Lars Berger          | 2+1+2+0            | 41:04.1     | +32.4   |
| Bronz | Szergej Konovalov    | 0+1+0+1            | 41:07.9     | +36.2   |
| 4.    | Tomasz Sikora        | 1+0+0+1            | 41:14.6     | +42.9   |
| 5.    | Halvard Hanevold     | 0+0+0+1            | 41:14.9     | +43.2   |
| 6.    | Vincent Defrasne     | 1+1+0+0            | 41:15.9     | +44.2   |
| 7.    | Ole Einar Bjørndalen | 0+0+1+1            | 41:17.5     | +45.8   |
| 8.    | Sven Fischer         | 1+0+2+1            | 41:22.7     | +1:10.1 |
| 9.    | Filipp Shulman       | 1+1+0+0            | 41:31.9     | +1:00.2 |
| 10.   | Janez Marič          | 0+2+0+0            | 41:39.0     | +1:07.3 |

### Váltó
A verseny időpontja: 2004. február 13.
| #     | Versenyző                                                                                | Lövőhiba (F+Á)                          | Időeredmény | Hátrány | #   | Versenyző                                                                                   | Lövőhiba (F+Á)                          | Időeredmény | Hátrány |
| ----- | ---------------------------------------------------------------------------------------- | --------------------------------------- | ----------- | ------- | --- | ------------------------------------------------------------------------------------------- | --------------------------------------- | ----------- | ------- |
| Arany | Németország · Frank Luck · Ricco Groß · Sven Fischer · Michael Greis                     | 0+1 0+1 0+0 0+0 0+0 0+0 0+1 0+0 0+0 0+1 | 1:17:50.3   |         | 6.  | Svédország · Carl Johan Bergman · David Ekholm · Mattias Nilsson · Björn Ferry              | 0+3 0+7 0+2 0+1 0+1 0+2 0+0 0+2         | 1:20:28.0   | +2:37.7 |
| Ezüst | Norvégia · Halvard Hanevold · Lars Berger · Egil Gjelland · Ole Einar Bjørndalen         | 0+4 2+4 0+0 0+0 0+1 2+3 0+0 0+1 0+3 0+0 | 1:18:06.0   | +15.7   | 7.  | Ukrajna · Olekszandr Bilanenko · Alexei Korobeynikov · Vjacseszlav Derkacs · Ruslan Lysenko | 1+6 0+6 1+3 0+1 0+0 0+0 0+1 0+3 0+2 0+2 | 1:20:33.3   | +2:43.0 |
| Bronz | Franciaország · Ferréol Cannard · Vincent Defrasne · Julien Robert · Raphaël Poirée      | 0+2 0+0 0+0 0+0 0+1 0+0 0+0 0+0 0+1 0+0 | 1:18:23.6   | +33.3   | 8.  | Csehország · Petr Garabík · Tomáš Holubec · Roman Dostál · Michal Šlesingr                  | 0+2 1+6 0+0 0+0 0+1 0+2 0+0 1+3 0+1 0+1 | 1:20:38.5   | +2:48.2 |
| 4.    | Fehéroroszország · Alexei Aidarov · Vladimir Drachev · Rusztam Valiulin · Oleg Ryzhenkov | 0+3 0+3 0+1 0+1 0+1 0+0 0+0 0+2 0+1 0+0 | 1:18:26.8   | +36.5   | 9.  | Ausztria · Christoph Sumann · Daniel Mesotitsch · Ludwig Gredler · Wolfgang Rottmann        | 0+5 0+7 0+3 0+1 0+1 0+2 0+0 0+2 0+1 0+2 | 1:21:02.1   | +3:11.8 |
| 5.    | Oroszország · Filipp Schulman · Sergei Konovalov · Nyikolaj Kruglov · Sergei Rozhkov     | 0+3 0+1 0+0 0+1 0+1 0+0                 | 1:18:40.2   | +49.9   | 10. | Szlovákia · Pavol Hurajt · Pavol Novak · Miroslav Matiasko · Marek Matiasko                 | 0+4 0+7 0+1 0+2 0+1 0+3 0+0 0+2 0+2 0+0 | 1:21:16.8   | +3:26.5 |

## Női

### Egyéni
A verseny időpontja: 2004. február 10.
| #     | Versenyző             | Lövőhiba (F+Á+F+Á) | Időeredmény | Hátrány  |
| ----- | --------------------- | ------------------ | ----------- | -------- |
| Arany | Olga Piljova          | 0+0+0+1            | 49:43.0     |          |
| Ezüst | Albina Ahatova        | 1+0+0+0            | 50:24.0     | +41.0    |
| Bronz | Olena Petrova         | 0+2+0+1            | 51:24.5     | +1:41.5  |
| 4.    | Sandrine Bailly       | 0+2+0+2            | 51:44.6     | +2:01.6  |
| 5.    | Sylvie Becaert        | 0+1+0+1            | 52:03.2     | +2:20.2  |
| 6.    | Martina Glagow        | 1+1+0+1            | 52:11.9     | +2:28.9  |
| 7.    | Christelle Gros       | 0+2+1+1            | 52:32.3     | +2:49.3  |
| 8.    | Liv Grete Poirée      | 0+4+0+1            | 52:37.7     | +2:54.7  |
| 9.    | Simone Denkinger      | 2+0+0+2            | 52:46.4     | +3:03.4  |
| 10.   | Anna Bogalij-Tyitovec | 1+1+2+0            | 52:47.8     | +3:04.8  |
| ----  | ----                  | ----               | ----        | ----     |
| 77.   | Gottschall Zsófia     | 2+2+1+1            | 1:03:50.1   | +14:07.1 |
| -     | Szöllősi Ivett        | Nem állt rejthoz   |             |          |

### Sprint
A verseny időpontja: 2004. február 7.
| #     | Versenyző             | Lövőhiba (F+Á+F+Á) | Időeredmény | Hátrány  |
| ----- | --------------------- | ------------------ | ----------- | -------- |
| Arany | Liv Grete Poirée      | 1+0                | 25:51.0     |          |
| Ezüst | Anna Bogalij-Tyitovec | 0+0                | 26:11.6     | +20.6    |
| Bronz | Ekaterina Vinogradova | 0+1                | 26:44.2     | +53.2    |
| Bronz | Martina Glagow        | 1+0                | 26:44.2     | +53.2    |
| 5.    | Sandrine Bailly       | 1+1                | 27:06.2     | +1:15.2  |
| 6.    | Irina Nikoultchina    | 1+2                | 27:10.0     | +1:19.0  |
| 7.    | Christelle Gros       | 1+1                | 27:15.8     | +1:24.8  |
| 8.    | Olena Zubrilova       | 0+2                | 27:18.0     | +1:27.0  |
| 9.    | Szvetlana Ismuratova  | 0+2                | 27:20.0     | +1:29.0  |
| 10.   | Nathalie Santer       | 1+1                | 27:26.7     | +1:35.7  |
| ----  | ----                  | ----               | ----        | ----     |
| 82.   | Gottschall Zsófia     | 2+3                | 34:52.7     | +9:01.7  |
| 86.   | Szöllősi Ivett        | 2+3                | 36:35.7     | +10:44.7 |

### Üldözőverseny
A verseny időpontja: 2004. február 8.
| #     | Versenyző             | Lövőhiba (F+Á+F+Á) | Időeredmény | Hátrány |
| ----- | --------------------- | ------------------ | ----------- | ------- |
| Arany | Liv Grete Poirée      | 0+0+1+3            | 37:39.3     |         |
| Ezüst | Martina Glagow        | 0+0+2+1            | 38:00.6     | +21.3   |
| Bronz | Anna Bogalij-Tyitovec | 1+1+3+0            | 38:42.6     | +1:03.3 |
| 4.    | Olena Zubrilova       | 2+1+0+1            | 39:03.5     | +1:24.2 |
| 5.    | Szvetlana Ismuratova  | 0+1+1+1            | 39:11.1     | +1:31.8 |
| 6.    | Ekaterina Vinogradova | 2+2+0+2            | 39:36.1     | +1:56.8 |
| 7.    | Gro Marit Kristiansen | 2+1+1+1            | 39:37.4     | +1:58.1 |
| 8.    | Christelle Gros       | 0+1+2+1            | 39:41.4     | +2:02.1 |
| 9.    | Irina Nikoultchina    | 1+3+3+1            | 39:44.4     | +2:05.1 |
| 10.   | Natalia Sorokina      | 0+2+1+1            | 39:52.3     | +2:13.0 |

### Tömegrajtos
A verseny időpontja: 2004. február 14.
| #     | Versenyző             | Lövőhiba (F+Á+F+Á) | Időeredmény | Hátrány |
| ----- | --------------------- | ------------------ | ----------- | ------- |
| Arany | Liv Grete Poirée      | 0+0+2+0            | 39:46.1     |         |
| Ezüst | Katrin Apel           | 0+0+0+2            | 41:10.0     | +1:23.9 |
| Bronz | Sandrine Bailly       | 0+0+2+1            | 41:51.8     | +2:05.7 |
| 4.    | Simone Denkinger      | 0+0+2+2            | 41:57.7     | +2:11.6 |
| 5.    | Gro Marit Kristiansen | 0+0+0+3            | 42:02.2     | +2:16.1 |
| 6.    | Ekaterina Dafovska    | 0+0+0+0            | 42:15.9     | +2:29.8 |
| 7.    | Natalia Sorokina      | 2+2+0+1            | 42:24.0     | +2:37.9 |
| 8.    | Sylvie Becaert        | 1+0+1+0            | 42:25.6     | +2:39.5 |
| 9.    | Uschi Disl            | 3+0+1+1            | 42:33.1     | +2:47.0 |
| 10.   | Kati Wilhelm          | 1+1+0+2            | 42:42.4     | +2:56.3 |

### Váltó
A verseny időpontja: 2004. február 12.
| #     | Versenyző                                                                                       | Lövőhiba (F+Á)                          | Időeredmény | Hátrány | #   | Versenyző                                                                                  | Lövőhiba (F+Á)                          | Időeredmény | Hátrány |
| ----- | ----------------------------------------------------------------------------------------------- | --------------------------------------- | ----------- | ------- | --- | ------------------------------------------------------------------------------------------ | --------------------------------------- | ----------- | ------- |
| Arany | Norvégia · Linda Tjørhom · Gro Marit Kristiansen · Gunn Margit Andreassen · Liv Grete Poirée    | 0+6 0+6 0+1 0+0 0+3 0+2 0+0 0+1 0+2 0+3 | 1:16:59.88  |         | 6.  | Bulgária · Pavlina Filipova · Irina Nikoultchina · Radka Popova · Ekaterina Dafovska       | 1+6 0+5 0+2 0+2 1+3 0+1 0+1 0+1 0+0 0+1 | 1:19:20.7   | +2:20.9 |
| Ezüst | Oroszország · Olga Pileva · Szvetlana Ismuratova · Anna Bogalij-Tyitovec · Albina Ahatova       | 0+0 0+9 0+0 0+3 0+0 0+3 0+0 0+1 0+0 0+2 | 1:18:08.0   | +1:08.2 | 7.  | Ukrajna · Oksana Yakovleva · Nina Lemesh · Irina Tananaiko · Olena Petrova                 | 0+2 0+6 0+1 0+1 0+0 0+2 0+0 0+1 0+1 0+2 | 1:20:02.3   | +3:02.5 |
| Bronz | Németország · Martina Glagow · Katrin Apel · Simone Denkinger · Kati Wilhelm                    | 0+4 2+8 0+0 0+0 0+1 1+3 0+0 0+2 0+3 1+3 | 1:18:18.4   | +1:18.6 | 8.  | Lengyelország · Krystyna Pałka · Magdalena Grzywa · Magdalena Gwizdoń · Katarzyna Ponikwia | 0+2 0+2 0+2 0+1 0+0 0+0 0+0 0+1 0+0 0+0 | 1:20:20.0   | +3:20.2 |
| 4.    | Fehéroroszország · Ekaterina Vinogradova · Ksenia Zikounkova · Volha Nazarava · Olena Zubrilova | 0+2 1+4 0+0 0+0 0+0 1+3 0+1 0+1 0+1 0+0 | 1:18:30.1   | +1:30.3 | 9.  | Csehország · Magda Rezlerova · Irena Česneková · Zdeňka Vejnarová · Kateřina Holubcová     | 0+2 1+7 0+2 1+3 0+0 0+3 0+0 0+0 0+0 0+1 | 1:20:45.7   | +3:45.9 |
| 5.    | Franciaország · Sylvie Becaert · Christelle Gros · Corinne Niogret · Sandrine Bailly            | 0+4 1+7 0+0 0+3 0+2 1+3 0+2 0+1 0+0 0+0 | 1:18:39.9   | +1:14.1 | 10. | Szlovénia · Andreja Mali · Teja Gregorin · Dijana Ravnikar · Tadeja Brankovic-Likozar      | 0+7 1+7 0+3 1+3 0+0 0+0 0+2 0+1 0+2 0+3 | 1:21:20.2   | +4:20.4 |